# Culion
Culion est une île de la mer de Sulu et une municipalité de la province de Palawan, aux Philippines. L'île fait partie du groupe des Îles Calamian situées à la pointe nord-est de Palawan. La municipalité englobe une quarantaine de petites îles et ilots environnants pour une population de 19 500 habitants.
C'était une léproserie du temps de la domination américaine. C'est en 1906 que les autorités décident de regrouper sur l'île des lépreux philippins, les autochtones étant rapatriés sur l'île voisine de Busuanga. L'île a vécu pendant des décennies en totale autarcie ayant même sa propre monnaie. L'ancienne léproserie est aujourd'hui convertie en sanatorium et hôpital général.